# Takasago (pièce)
Takasago (高砂) est le titre d'une pièce du théâtre nô écrite par Zeami Motokiyo. Elle est considérée comme une histoire de très bon augure, impliquant un couple aimant et marié de long temps. La pièce était autrefois appelée Aioi (相生, Aioi) ou Pins jumeaux (相生松, Aioi matsu).
Durant la pièce, un chanteur entonne « De Takasago, naviguant sur la baie, naviguant sur la baie, la lune sort avec la marée, devant la silhouette de l'île d'Awaji, loin sur la mer jusqu'à Naruo, arrivée à Suminoe, arrivée à Suminoe », citant plusieurs endroits qui sont à présent situés dans les préfectures de Hyōgo et d'Osaka. Ceci est considéré comme un chant classique du nô, tiré d'un poème classique signifiant l'harmonie entre mari et femme.

## Intrigue
Un prêtre du sanctuaire Kyushu Aso arrive à Takasago. Le climat de printemps est agréable et les pins sont magnifiques. Au loin, il entend un glas. Un couple de personnes âgées arrive et commence à balayer l'emplacement sous la tonnelle de pin. Le vieil homme récite un poème extrait du Kokin wakashū (Collection de poèmes anciens et modernes), recueil de poèmes waka. Le poème décrit Takasago et Suminoe pins mariés (相生の松, aioi no matsu), pins appariés qui, selon la légende, resteront ensemble pour l'éternité. Il explique que ces pins mariés sont un symbole de la relation conjugale. Le prêtre dit que toutes les relations — voire toute la vie — ne sont pas à la hauteur de l'idéal exprimé dans le poème.
Le vieux couple révèle alors qu'ils sont les esprits des pins Takasago et Sumioe et met à la voile à travers la baie dans un petit bateau. Comme la marée se retire, le prêtre met également à la voile, moment où est récité le chant « De Takasago, naviguant sur la baie… ».

## Takasago-jinja

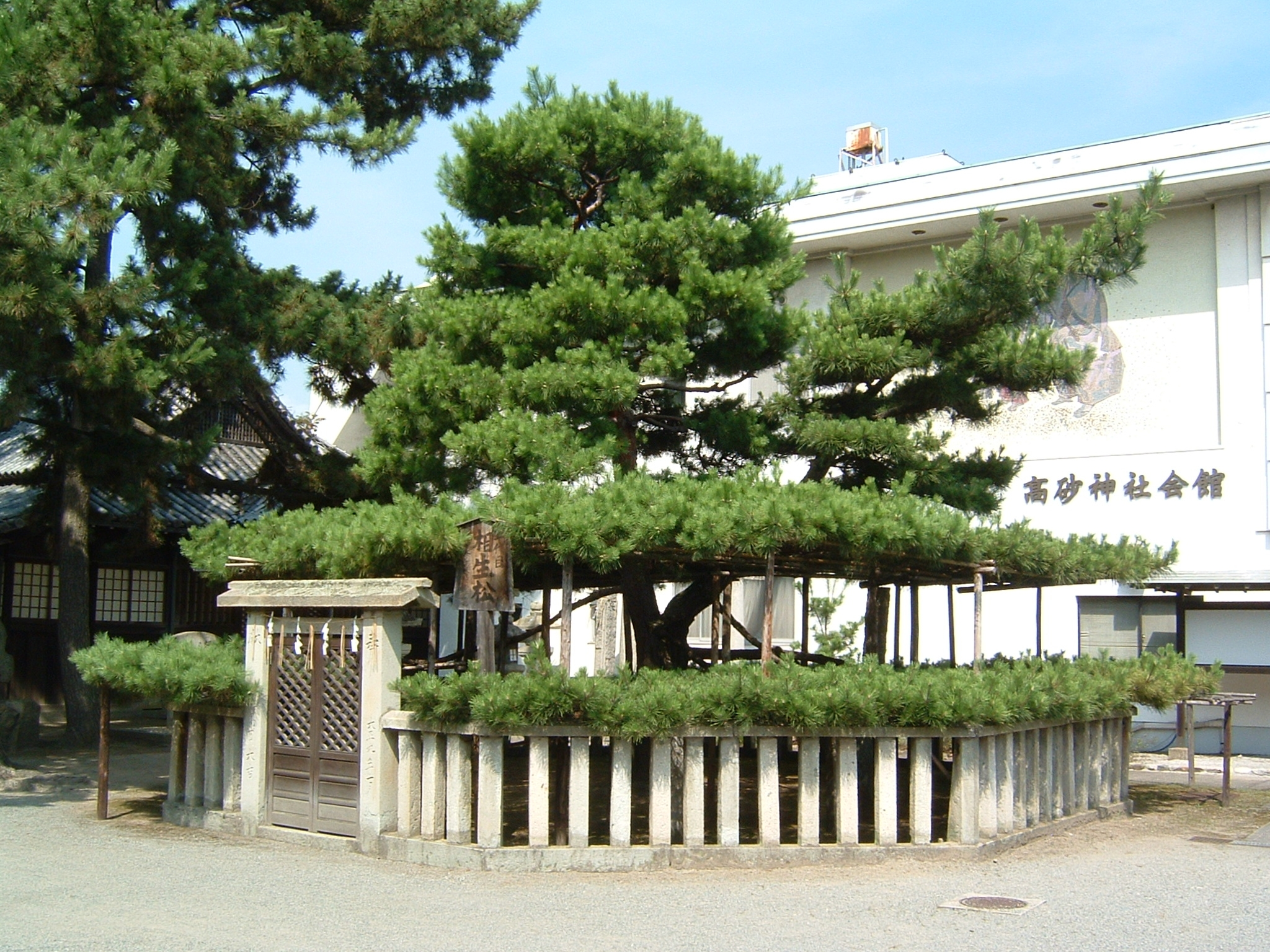
Pins aioi au Takasago-jinja, préfecture de Hyōgo au Japon.

Selon le Takasago-jinja à Takasago, il y a des pins jumeaux aioi no matsu dans son enceinte depuis la fondation du sanctuaire shinto. Dans le sanctuaire se trouve un couple d'arbres appelés Jō (尉, « vieil homme ») et Uba (姥, « vieille femme ») qui porte la légende : « Nous, kamis, résidons dans ces arbres pour montrer au monde la voie de la vertu conjugale. »